# Pepperell (Massachusetts)
Pepperell – miasto w Stanach Zjednoczonych, w stanie Massachusetts, w hrabstwie Middlesex.